# Gonatium orientale
Gonatium orientale är en spindelart som beskrevs av Fage 1931. Gonatium orientale ingår i släktet Gonatium och familjen täckvävarspindlar. Inga underarter finns listade i Catalogue of Life.